# プゾシア・(ビマイテス)
プゾシア・(ビマイテス)（学名：Puzosia (Bhimaites)）は、デスモセラス科のアンモナイトの亜属であり、半巻形で、大部分が滑らかで、高い渦の殻を持ち、側面は凸状または平坦で、腹側には頻繁に狭い肋がある。ビマイテス亜属はプゾシア亜科に属し、アンゴラ、南アフリカ、南インドの後期アルビアンからセノマニアンの堆積物の中から発見されている。
日本ではまれであるが、北海道からの産出例がある。独立した属として扱われることもある。
2019年、ミャンマー産の9900万年前のビルマ琥珀の中からビマイテス亜属の殻の化石が発見され、琥珀の中に保存されたアンモナイトの発見としては初の事例となった。殻は、樹脂が木から落ち海辺に転がり落ちた後、琥珀内に保存されたものと思われる。